# John Michael Clancy
John Michael Clancy (ur. 7 maja 1837 w hrabstwie Laois w Irlandii, zm. 25 lipca 1903 w Butte) – amerykański polityk, członek Partii Demokratycznej.

## Działalność polityczna
Od 1878 do 1881 zasiadał w New York State Assembly. W okresie od 4 marca 1889 do 3 marca 1893 przez dwie kadencje był przedstawicielem 4. okręgu, a od 4 marca 1893 do 3 marca 1895 przez jedną kadencję przedstawicielem 2. okręgu wyborczego w stanie Nowy Jork w Izbie Reprezentantów Stanów Zjednoczonych.